# Malthinus nankingensis
Malthinus nankingensis es una especie de coleóptero de la familia Cantharidae.

## Distribución geográfica
Habita en China.